# Discurso de Des Moines
El discurso de Des Moines, formalmente titulado Who Are the War Agitators? («¿Quiénes son los agitadores de la guerra?»), fue un discurso aislacionista y antisemita que el aviador estadounidense Charles Lindbergh pronunció en un mitin del America First Committee celebrado en 1941 en Des Moines, Iowa. En su discurso, Lindbergh argumentó que la participación en la Segunda Guerra Mundial no favorecía a Estados Unidos y acusó a tres grupos de intentar empujar al país hacia la guerra: el pueblo británico, que, según él, hacía propaganda de los Estados Unidos; el pueblo judío, al que Lindbergh acusó de ejercer una influencia descomunal y de controlar los medios de comunicación; y la presidencia de Franklin D. Roosevelt, que, según él, quería utilizar una guerra para consolidar el poder. Considerado el «discurso público más controvertido» de Lindbergh, su uso de alegatos antisemitas y su caracterización monolítica de los judíos estadounidenses como extranjeros agitadores de guerra provocaron una reacción nacional contra él y America First de la que la organización «nunca se recuperó».

## Antecedentes

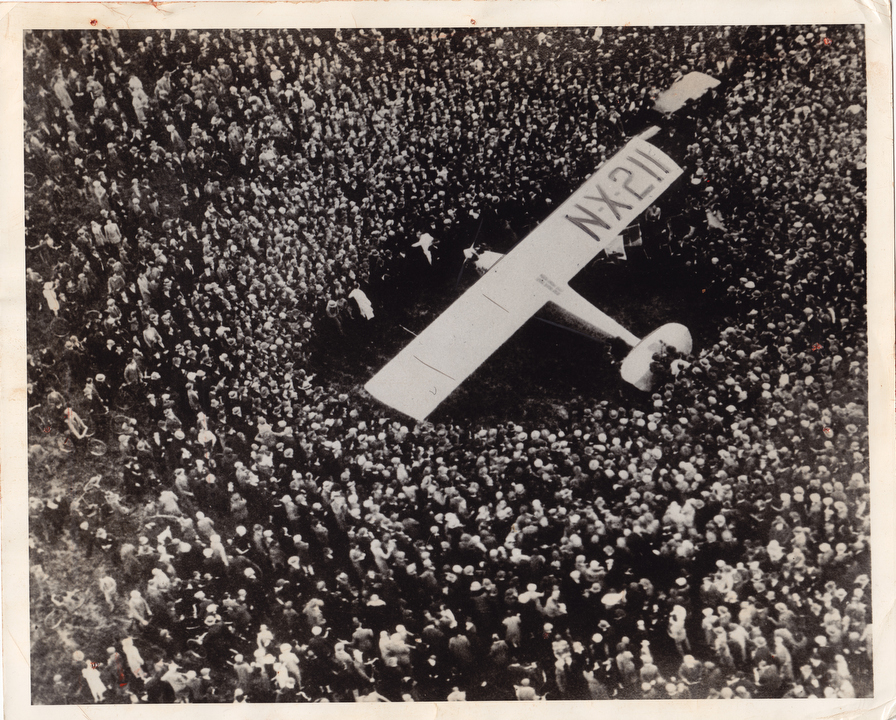
Una multitud saluda a Charles Lindbergh en Inglaterra en 1927.

Después de completar un vuelo en solitario sin escalas a través del Océano Atlántico en 1927, el aviador estadounidense Charles Lindbergh se convirtió en una figura pública internacionalmente famosa y admirada. Fue la primera persona del año de la revista Time. Defensor de la aviación, Lindbergh se interesaba por el poder aéreo militar de varias naciones europeas; personalmente consideraba que el Reino Unido era deficiente y la Alemania nazi impresionante en ese sentido. En 1937, Lindbergh elogió la aviación alemana como, en sus palabras, «sin paralelo», y pensó que Alemania tenía un «sentido de decencia y valor [...] muy superior» al de Estados Unidos. Cuando la Embajada de los Estados Unidos en Berlín organizó una cena con Lindbergh y Hermann Göring (mariscal de campo de la Luftwaffe nazi) presentes como invitados de honor el 8 de octubre de 1938, Göring le otorgó a Lindbergh la Cruz de Servicio de la Orden del Águila Alemana con la Estrella, que Lindbergh aceptó.
En el verano de 1940, Lindbergh escribió en su diario que creía que la sociedad estadounidense se estaba deteriorando, lamentando que los estadounidenses, según él, «carecían de comprensión o interés en los problemas fundamentales» y que había, en su opinión, demasiados judíos en los Estados Unidos, ya que «demasiados crean caos», creía Lindbergh. Las personas en la presidencia de Franklin D. Roosevelt, incluido el propio Roosevelt, concluyeron en privado que Lindbergh era un simpatizante del nazismo.

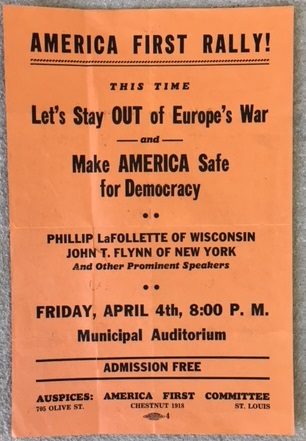
Folleto informativo para un evento del America First Committee.

Entre 1939 y 1941, hubo desacuerdo público en Estados Unidos sobre si el país debía o no entrar en la Segunda Guerra Mundial, que entonces estaba en curso. Lindbergh se opuso firmemente a la intervención estadounidense en la guerra. Creía que Estados Unidos perdería en una guerra europea con Alemania, y en junio de 1940 pronosticó una victoria alemana sobre el Reino Unido. En 1941, Lindbergh se convirtió en miembro del comité nacional del America First Committee, un grupo de interés aislacionista que presionó contra la participación estadounidense en la Segunda Guerra Mundial y que a lo largo de su existencia adoptó cada vez más el nativismo y el antisemitismo.
Lindbergh pronunció discursos en trece manifestaciones organizadas por America First. Los discursos de Lindbergh se transmitían por radio y entusiasmaban al público, que le escribía elogiándolo (por ejemplo, por su apelación retórica a la razón y su voz tranquilizadora) y, según el historiador David Goodman, era «el orador más popular y carismático» en el debate público sobre la intervención. A partir de 1941, Lindbergh realizó varias críticas públicas al presidente Franklin D. Roosevelt y su administración, acusando a Roosevelt de ignorar la voluntad del pueblo estadounidense, engañar al público y «abogar por la dominación mundial».

## Desarrollo
En septiembre de 1941, Lindbergh pensó que Estados Unidos estaba al borde de entrar en la Segunda Guerra Mundial y decidió que quería dar un discurso identificando a quienes, según él, eran «responsables de empujar» al país a unirse a la guerra. En discursos anteriores, Lindbergh se había referido vagamente a lo que llamó «elementos poderosos» a favor del intervencionismo sin nombrarlos ni identificarlos específicamente. Mientras se preparaba para un discurso programado en un mitin de America First que se llevaría a cabo en Des Moines, Iowa, Lindbergh escribió varios borradores de un discurso que inicialmente tituló Who Are the Interventionists? («¿Quiénes son los intervencionistas?») antes de retitularlo Who Are the War Agitators? («¿Quiénes son los agitadores de guerra?»). Anne Morrow Lindbergh, casada con Charles Lindbergh, lo alentó a poner más emoción en sus discursos públicos en general, pero él se abstuvo de practicar, ya que no le gustaba ensayar porque pensaba, en sus palabras, que «parecía perder el espíritu y el sentimiento en la segunda lectura».
Cuando Anne Lindbergh leyó Who Are the War Agitators? de Charles Lindbergh, se alarmó y le advirtió que no pronunciara el discurso tal como estaba escrito, ya que predijo que la prensa consideraría el discurso y a él como antisemitas. Lindbergh insistió en que no tenía intención de hacer ningún comentario antisemita y se negó a revisar el discurso para aliviar la preocupación de Anne Lindbergh, enfrascándose en lo que ella luego llamó una «terrible pelea». En una conversación con Selden Rodman unas semanas antes de dar el discurso, Charles Lindbergh dijo que creía que los judíos tenían «que culparse a sí mismos».

## Discurso

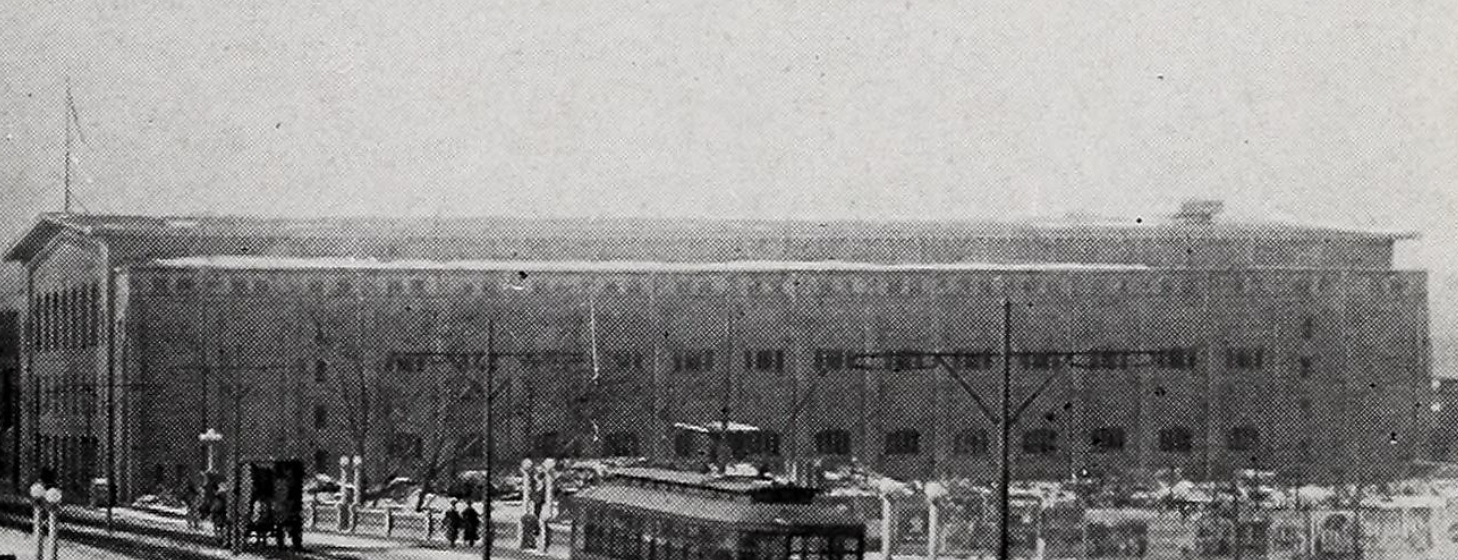
Coliseo de Des Moines, c. 1911.

Lindbergh pronunció el discurso Who Are the War Agitators? en un mitin de America First celebrado en el Des Moines Coliseum de Des Moines, Iowa, el 11 de septiembre de 1941. Ocho mil personas estuvieron presentes en persona, y fue transmitido por radio a una audiencia nacional. Cuando Lindbergh subió al escenario junto con otros miembros del America First Committee, los miembros de la multitud aplaudieron y abuchearon de diversas formas. Después de que le precedieran algunos otros oradores, Lindbergh habló y sus comentarios duraron 25 minutos. Comenzó diciendo que había un «esfuerzo cada vez mayor para obligar a Estados Unidos a participar» en la Segunda Guerra Mundial y que identificaría a los grupos que, en su opinión, eran «responsables de cambiar nuestra política nacional» para favorecer la participación en la guerra.
A los seis minutos de su discurso, Lindbergh nombró a los que consideraba agitadores de la guerra: «los británicos, los judíos y la administración Roosevelt», añadiendo que consideraba que «los capitalistas, los anglófilos y los intelectuales» y «los grupos comunistas» también eran agitadores pero de «menor importancia». En su discurso, Lindbergh dijo que Gran Bretaña estaba haciendo propaganda a Estados Unidos para «meternos en la guerra» porque, afirmó, era imposible para Gran Bretaña ganar sin la ayuda estadounidense; si bien era «perfectamente comprensible que Gran Bretaña quiera a Estados Unidos de su lado en la guerra», según Lindbergh «nuestro interés está primero en Estados Unidos».

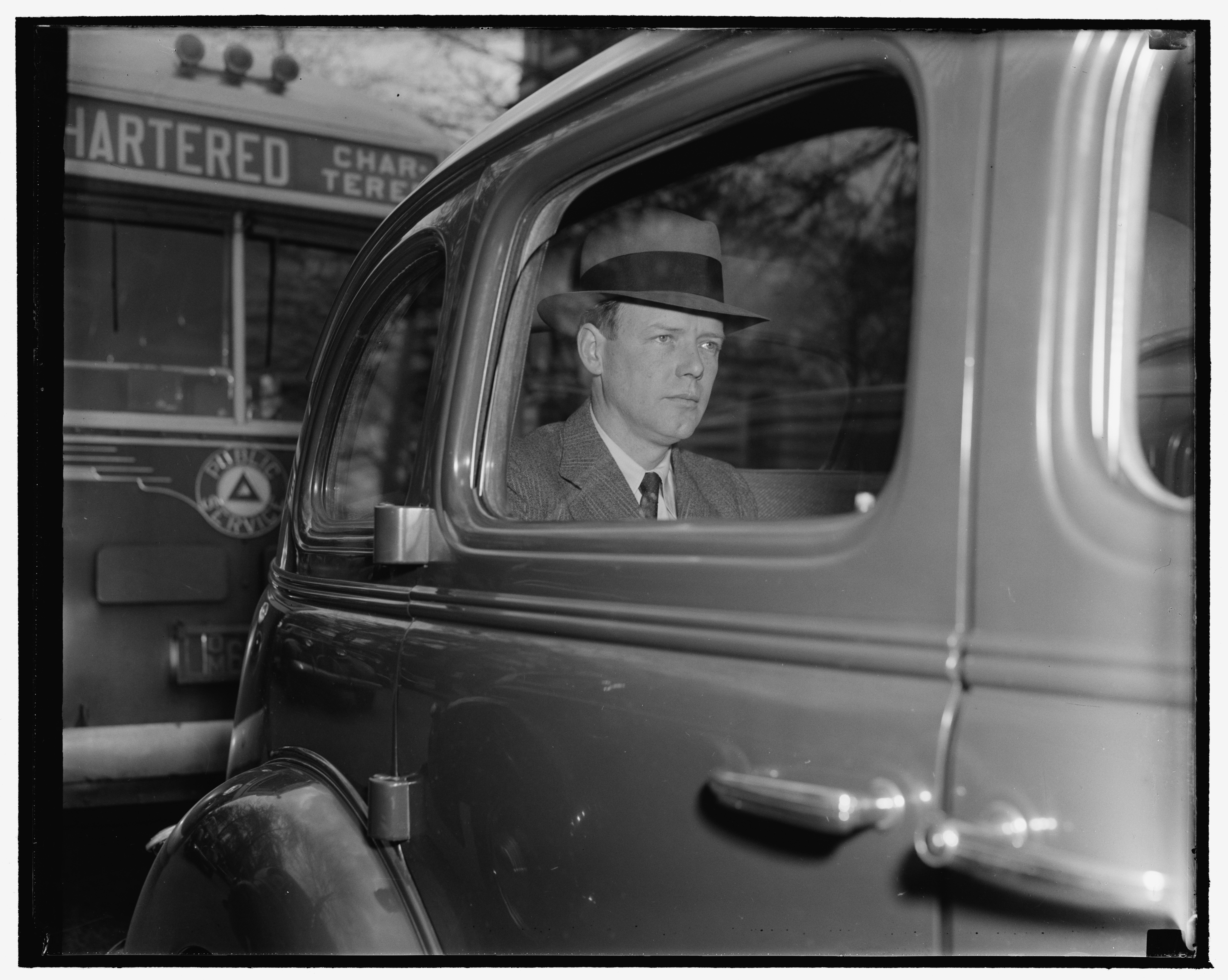
Charles Lindbergh en 1939.

Las acusaciones de Lindbergh sobre agitación judía durante la guerra abarcaron tres párrafos del discurso y constituyeron lo que el biógrafo A. Scott Berg llamó el «núcleo de la tesis [de Lindbergh]». El discurso utilizó alegatos antisemitas conspirativos sobre la influencia judía que supuestamente permeaba los Estados Unidos. Lindbergh dijo que los judíos estadounidenses tenían «una gran propiedad e influencia en nuestras películas, nuestra prensa, nuestra radio y nuestro gobierno». Acusaciones como las del discurso de Lindbergh eran reconocibles en Estados Unidos en ese momento como estereotipos antisemitas codificados en el documento falso Los protocolos de los sabios de Sion. En realidad, sólo una minoría de los miembros de las organizaciones intervencionistas eran judíos, menos del 3% de los editores de periódicos en los Estados Unidos eran judíos y había pocos judíos en la burocracia de política exterior. Muchos judíos estadounidenses, incluso si esperaban que Estados Unidos entrara en guerra contra Alemania, evitaron deliberadamente el activismo a favor de una intervención bélica por miedo a una reacción antisemita.
Lindbergh dijo que podía «entender por qué el pueblo judío desearía el derrocamiento de la Alemania nazi» y que «ninguna persona con sentido de la dignidad de la humanidad puede tolerar» el Holocausto, pero insistió en que entrar en la Segunda Guerra Mundial pondría en peligro al país. Al decir que «las razas británica y judía», en sus palabras, «por razones que no son estadounidenses, desean involucrarnos en la guerra», el discurso antisemita de Lindbergh caracterizó a los judíos como extranjeros, forasteros e infiltrados que eran diferentes y peligrosos para los estadounidenses.
Lindbergh acusó a la presidencia de Roosevelt de querer que Estados Unidos fuera a la guerra como una apuesta por obtener más poder, consolidando el control mediante el «mantenimiento artificial de una emergencia de guerra». El Congreso de los Estados Unidos, dijo Lindbergh, era el «último bastión de la democracia y el gobierno representativo en este país». Según el discurso de Lindbergh, sólo mediante su esfuerzo combinado el pueblo británico, el pueblo judío y la administración Roosevelt habían llevado a Estados Unidos tan cerca de la guerra, y «si alguno de estos grupos» no «agit[ara] por la guerra», entonces estaba seguro de que el país no entraría en la Segunda Guerra Mundial. La historiadora Susan Dunn escribió que cuando Lindbergh acusó a los judíos de controlar los medios de comunicación y el gobierno, los abucheos de la audiencia «ahogaron las ovaciones, obligándolo una y otra vez a detenerse» y «esperar a que terminaran los silbidos». Según la historiadora Lynne Olson, sin embargo, «los aplausos superaron claramente a los abucheos».

## Recepción

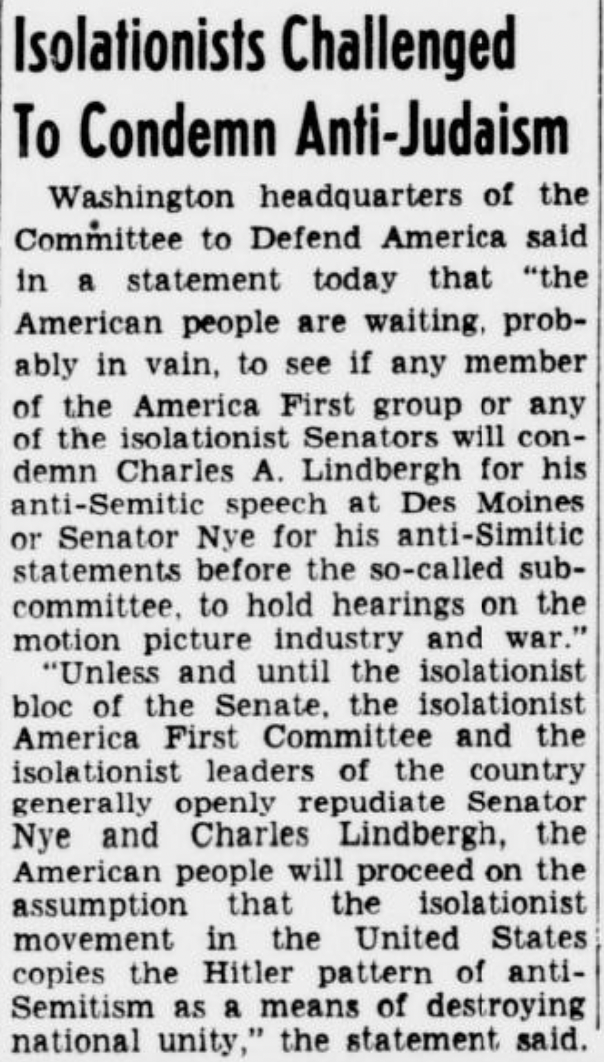
The Evening Star (16 de septiembre de 1941) informa sobre las críticas al discurso de Des Moines.

### Reacción
El historiador David Goodman calificó el discurso de Des Moines como el «discurso público más controvertido» de Lindbergh. En general, el público recibió mal el discurso. Periódicos y políticos de todo Estados Unidos criticaron el discurso de Lindbergh y lo calificaron de antiestadounidense. Organizaciones judías, protestantes y católicas, así como el clero, denunciaron el discurso por su intolerancia; el teólogo Reinhold Niebuhr instó a America First a «limpiar sus filas de aquellos que incitaran a conflictos raciales y religiosos», y el American Jewish Year Book escribió que Lindbergh había difundido una «mentira fea que genera odio». El 16 de septiembre de 1941, el Davenport Times de Iowa informó que ninguna otra «declaración pública de una figura prominente en la vida estadounidense en una generación [...] provocó una protesta tan unánime de la prensa, la iglesia y los líderes políticos».
Intervencionistas, no intervencionistas, demócratas, republicanos y comunistas por igual criticaron a Lindbergh, diciendo que el discurso sugería que era antisemita y simpatizaba con Adolf Hitler, el líder de la Alemania nazi. Otra organización aislacionista, el Keep America Out of War Congress, había estado colaborando con el America First Committee, pero puso fin a esa asociación después del discurso de Lindbergh en Des Moines. El intelectual público Arthur M. Schlesinger Jr. escuchó el discurso de Lindbergh por la radio y en sus memorias recordó que le pareció «bastante aterrador».
El America First Committee recibió correo tanto elogiando como condenando a Lindbergh por su discurso. El 85% del correo que recibió America First tras el discurso expresaba solidaridad con Lindbergh. Una parte de esas cartas a favor de Lindbergh también expresaban una intolerancia virulenta contra los judíos, y el discurso envalentonó a algunos estadounidenses antisemitas. Merwin K. Hart, Charles Coughlin, Herbert Hoover y Alf Landon hablaron en defensa de Lindbergh, aunque su apoyo, según el biógrafo Berg, «hizo más daño que beneficio». El 24 de septiembre de 1941, el America First Committee emitió una declaración oficial negando las acusaciones de antisemitismo y acusando a los intervencionistas de «inyectar la cuestión racial en el debate». Numerosos miembros y dirigentes de America First dimitieron tras el discurso de Lindbergh, y Dunn concluyó que la organización «nunca se recuperó de la calamidad de la parada de Lindbergh en Des Moines».

### Representación
Las memorias de Schlesinger, que mencionan que en 1940 algunos republicanos querían que Lindbergh se postulara a la presidencia contra Roosevelt, inspiraron en parte La conjura contra América del novelista Philip Roth de 2004, una novela de historia alternativa en la que Lindbergh se presenta y gana las elecciones presidenciales de los Estados Unidos de 1940. Como presidente, el personaje de Lindbergh instituye políticas antisemitas que reubican a los judíos estadounidenses, y su discurso real en Des Moines se reproduce en una posdata. En la trama de la novela, Roth traslada la fecha del discurso de Des Moines de 1941 a principios de 1940 (y, por tanto, antes de la Convención Nacional Republicana de 1940). Al narrar el discurso, Roth describe la voz de Lindbergh como «aguda, plana, del medio oeste, decididamente no ruseveltiana».
Muchas reseñas de La conjura contra América interpretaron su historia alternativa de la década de 1940 como una metáfora velada de la presidencia de George W. Bush, quien, según los críticos, había, al igual que el presidente Lindbergh de Roth, arrojado un manto de miedo sobre el país, aunque el aislacionismo de Lindbergh difería del aventurerismo en el extranjero de George W. Bush. El profesor de estudios judaicos Allan Arkush criticó La conjura contra América, así como su adaptación en miniserie del mismo nombre producida por HBO, por implicar que «un candidato abiertamente antisemita podría haber ganado la presidencia en 1940», dudando de la premisa (aunque elogió la ejecución) sobre la base de que en realidad el discurso de Des Moines enfrentó una severa reacción negativa por parte del público.

## Lectura adicional
- Sparrow, Paul M. (2024). Awakening the Spirit of America: FDR's War of Words With Charles Lindbergh—and the Battle to Save Democracy (en inglés). Pegasus Books. ISBN 9781639366675.